# 24-Stunden-Rennen von Spa-Francorchamps 1964

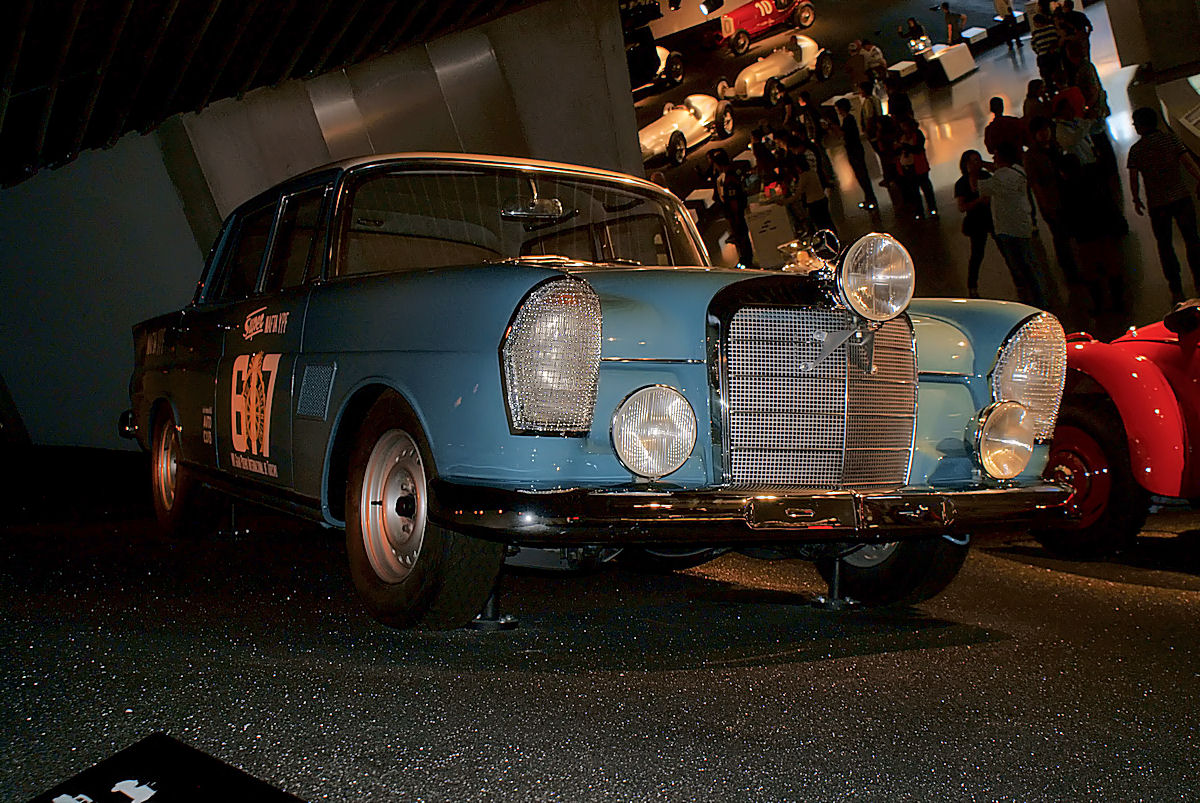
Werks-Mercedes-Benz 300SE

Das 16. 24-Stunden-Rennen von Spa-Francorchamps, auch 24 h Spa-Francorchamps, fand vom 25. bis 26. Juli 1964 auf dem Circuit de Spa-Francorchamps statt.

## Das Rennen
Nur ein Jahr nach dem ersten 24-Stunden-Rennen von Le Mans 1923 wurde 1924 erstmals in Spa ein 24-Stunden-Rennen ausgefahren. Nach dem Zweiten Weltkrieg wurde das Rennen nur zweimal, 1948 und 1953, veranstaltet. Nach dem Rennen 1953 gab es eine Pause von elf Jahren, ehe 1964 wieder ein 24-Stunden-Rennen ausgeschrieben wurde, diesmal für Tourenwagen und auf der 14,10-km-Strecke.
Zugelassen waren Fahrzeuge zwischen 0,85  und 3 Liter Hubraum. Schnellster im Training war der Brite John Whitmore, der sich das Cockpit eines Ford Lotus Cortina mit Frank Gardner teilte. Das Duo führte auch die ersten Stunden im Rennen, dann zwang die beiden eine defekte Kupplung zur Aufgabe. Danach übernahmen Eugen Böhringer und Dieter Glemser im Mercedes-Benz 300SE die Führung. Später wurden das deutsche Team wegen Inanspruchnahme  fremder Hilfe disqualifiziert. Trotz einiger Probleme mit dem Getriebe führte ab Mitternacht eine weitere Mercedes-Mannschaft mit den Fahrern Robert Crevits und Taf Gosselin das Rennen an, die dieses schlussendlich auch gewannen.
Überschattet wurde das Langstreckenrennen vom Tod des Italieners Piero Frescobaldi, der um 10 Uhr abends beim Streckenabschnitt Malmedy bei einem schweren Unfall mit seinem Lancia Flavia Sport Zagato ums Leben kam.

## Ergebnisse

### Schlussklassement
| 1               | C7 | 102 | Daimler-Benz AG               | Robert Crevits Gustave Gosselin                          | Mercedes-Benz 300SE        | 281 |
| 2               | C6 | 204 | BMW AG                        | Hubert Hahne Rauno Aaltonen                              | BMW 1800 TI                | 280 |
| 3               | C7 | 103 | Alfa Romeo Automobiles S.p.A. | Giancarlo Galimberti Carlo Facetti                       | Alfa Romeo 2600 Sprint     | 269 |
| 4               | C5 | 311 | Alfa Romeo Automobiles S.p.A. | Lucien Bianchi Fernand Masoero                           | Alfa Romeo Giulia TI Super | 265 |
| 5               | C5 | 309 | Jolly Club                    | Andrea de Adamich Gino Munaron                           | Alfa Romeo Giulia TI Super | 264 |
| 6               | C6 | 210 | Écurie Nationale Belge        | Georges Hacquin Henri Quernette                          | Volvo 122S                 | 248 |
| 7               | C6 | 209 | Écurie Nationale Belge        | Jean-Pierre Ackermans Caddy                              | Volvo 122S                 | 247 |
| 8               | C4 | 404 | Hans Glas GmbH                | Gerhard Bodmer Dieter Schmied                            | Glas 1204TS                | 245 |
| 9               | C5 | 305 | Longbacon Engineering         | Paul Kelly Ted Lund Alan Mann                            | Ford Lotus Cortina         | 242 |
| 10              | C6 | 211 | Écurie Nationale Belge        | Freddy Rousselle Claude Rommedenne                       | Volvo 122S                 | 242 |
| 11              | C6 | 201 | Ecurie Paris - Île de Franc   | Guy Verrier Alain Bertaut                                | Citroën DS19               | 238 |
| 12              | C4 | 405 | Hans Glas GmbH                | Georges Lambrechts Charles Mombaerts                     | Glas 1204TS                | 233 |
| 13              | C3 | 504 | B.A.T.                        | Julien Vernaeve Paddy Hopkirk                            | Morris Mini Cooper S 970   | 232 |
| 14              | C5 | 304 | Ford Motor Belgium            | Jacky Ickx Teddy Pilette                                 | Ford Lotus Cortina         | 231 |
| 15              | C5 | 308 | Jolly Club                    | Francesco De Leonibus Riccardo di Bona                   | Alfa Romeo Giulia TI Super | 228 |
| 16              | C4 | 408 | G. Marquet                    | Xavier Boulanger Claus Gilmont                           | Morris Mini Cooper S       | 228 |
| 17              | C5 | 313 | Ets d’Ieteren                 | Guy Sanders Paul Nokin                                   | VW 1500S                   | 227 |
| 18              | C5 | 315 | Ets d’Ieteren                 | Ben Pon C. De Moffarts                                   | VW 1500S                   | 227 |
| 19              | C4 | 403 | Squadra Hanseat               | Günther Isenbügel Helmut Rathjen                         | Glas 1204TS                | 223 |
| 20              | C3 | 508 |                               | Jean-Marie Sachet Claude Levasseur                       | Alpine A108                | 223 |
| 21              | C3 | 501 |                               | Chris Tuerlinx Martin Baeten                             | Opel Kadett                | 216 |
| 22              | C3 | 506 | B.A.T.                        | Nicolas Koob Raymond Schweich                            | Morris Mini Cooper S 970   | 209 |
| 23              | C3 | 510 |                               | Jean-Marie Lagae Jean Carpentier                         | NSU Prinz 1000             | 207 |
| 24              | C3 | 502 |                               | Nederth Eggerth                                          | Opel Kadett                | 205 |
| Nicht klassiert |    |     |                               |                                                          |                            |     |
| 25              | C5 | 314 | Ets d’Ieteren                 | Wim de Jonghe Eddie Meert                                | VW 1500S                   | 225 |
| 26              | C5 | 316 | Ets d’Ieteren                 | Jacques Thenaers Jean-Pierre Gaban                       | VW 1500S                   | 225 |
| 27              | C6 | 216 |                               | Roland Hanser Armsbuster                                 | Peugeot 404                | 215 |
| 28              | C4 | 406 |                               | Hughes de Fierlant Maurice Damseaux Jacques Vandenhautte | Austin Mini Cooper S       | 199 |
| Ausgefallen     |    |     |                               |                                                          |                            |     |
| 29              | C4 | 400 | B.A.T.                        | Claude Dubois Yves Deprez                                | Morris Mini Cooper S       |     |
| 30              | C4 | 401 | B.A.T.                        | Philippe de Barsy Carl Smet                              | Morris Mini Cooper S       |     |
| 31              | C4 | 407 | British Vita Racing           | Elizabeth Jones Harry Ratcliffe                          | Morris Mini Cooper S       |     |
| 32              | C3 | 503 | B.A.T.                        | Kent de Roodebeeke Paul Lucas                            | Morris Mini Cooper S       |     |
| 33              | C6 | 202 | Ecurie Paris - Île de France  | Jean Demortier Vittel                                    | Citroën DS19               |     |
| 34              | C7 | 101 | Daimler-Benz AG               | Herbert Linge Peter Lang                                 | Mercedes-Benz 300SE        |     |
| 35              | C7 | 100 | Daimler-Benz AG               | Eugen Böhringer Dieter Glemser                           | Mercedes-Benz 300SE        |     |
| 36              | C5 | 307 | Jolly Club                    | Andrea Vianini Gianni Balzarini                          | Alfa Romeo Giulia TI Super |     |
| 37              | C5 | 306 | Jolly Club                    | Claudio Castellano Sandro Arcioni                        | Alfa Romeo Giulia TI Super |     |
| 38              | C7 | 107 |                               | Jean Rolland Jean-Jacques Pagnon                         | Alfa Romeo 2600 Sprint     |     |
| 39              | C5 | 310 |                               | Gerard Sevaux Georges Naneix                             | Alfa Romeo Giulia TI Super |     |
| 40              | C3 | 500 |                               | Pat Caudot Bill Blydenstein                              | Opel Kadett Coupé          |     |
| 41              | C5 | 303 | Ford Motor Belgium            | Gilbert Staepelaere Eugene Meuwissen                     | Ford Lotus Cortina         |     |
| 42              | C5 | 302 | Alan Mann Racing              | Tony Hegbourne Roy Pierpoint                             | Ford Cortina GT            |     |
| 43              | C4 | 300 | Alan Mann Racing              | Henry Taylor Peter Harper                                | Ford Lotus Cortina         |     |
| 44              | C6 | 203 | BMW AG                        | Hans Eppelein Walter Schneider                           | BMW 1800 TI                |     |
| 45              | C6 | 206 | HF Squadra Corse              | Piero Frescobaldi Ferdinando Frescobaldi                 | Lancia Flavia Sport Zagato |     |
| 46              | C7 | 105 | HF Squadra Corse              | Pascal Ickx Georges Harris                               | Lancia Flaminia            |     |
| 47              | C5 | 301 | Alan Mann Racing              | John Whitmore Frank Gardner                              | Ford Lotus Cortina         |     |
| 48              | C6 | 213 |                               | Maurice Vandenbruwaene André Buge                        | Volvo 122S                 |     |
| 49              | C7 | 104 | HF Squadra Corse              | Ada Pace Claudine Bouchet                                | Lancia Flaminia            |     |
| 50              | C7 | 103 | HF Squadra Corse              | Giorgio Pianta Luciano Massoni                           | Lancia Flaminia            |     |
| 51              | C3 | 507 | Emile Holvoet                 | Emile Holvoet Hugo Schumacher                            | DKW F 12                   |     |
| 52              | C6 | 200 | Ecurie Paris - Île de France  | Jean-Claude Ogier Patrick Vanson                         | Citroën DS19               |     |
| 53              | C6 | 208 | Écurie Nationale Belge        | Jacques Patte Dany Wauters                               | Volvo 122S                 |     |
| 54              | C6 | 205 | HF Squadra Corse              | Leo Cella Marco Crosina                                  | Lancia Flavia Sport Zagato |     |
| 55              | C6 | 207 | HF Squadra Corse              | René Trautmann Bruno Deserti                             | Lancia Flavia Sport Zagato |     |

### Nur in der Meldeliste
Zu diesem Rennen sind keine weiteren Meldungen bekannt.

### Klassensieger
| Klasse | Fahrer          | Fahrer            | Fahrzeug                   | Platzierung im Gesamtklassement |
| ------ | --------------- | ----------------- | -------------------------- | ------------------------------- |
| C7     | Robert Crevits  | Taf Gosselin      | Mercedes-Benz 300SE        | Gesamtsieg                      |
| C6     | Hubert Hahne    | Rauno Aaltonen    | BMW 1800TI                 | Rang 2                          |
| C5     | Lucien Bianchi  | Fernando Masorero | Alfa Romeo Giulia TI Super | Rang 4                          |
| C4     | Gerhard Bodmer  | Dieter Schmied    | Glas 1204TS                | Rang 8                          |
| C3     | Julien Vernaeve | Paddy Hopkirk     | Morris Mini Cooper S 970   | Rang 13                         |

### Renndaten
- Gemeldet: 55
- Gestartet: 55
- Gewertet: 24
- Rennklassen: 5
- Zuschauer: 45000
- Wetter am Renntag: warm und trocken
- Streckenlänge: 14,120 km
- Fahrzeit des Siegerteams: 24:00:00.000 Stunden
- Gesamtrunden des Siegerteams: 281
- Gesamtdistanz des Siegerteams: 3962,000 km
- Siegerschnitt: 164,800 km/h
- Pole Position: John Whitemore – Ford Cortina Lotus (#301) – 4:46,100 = 176,420 km/h
- Schnellste Rennrunde: Eugen Böhringer – Mercedes-Benz 300 SE (#100) – 4:46,300 = 177,296 km/h
- Rennserie: zählte zu keiner Rennserie